# Estadio Olímpico Pedro Arispe
El Estadio Olímpico Pedro Arispe es un estadio de fútbol de Montevideo, Uruguay, ubicado en la Villa del Cerro, con vista hacia la bahía de Montevideo. Fue inaugurado el 30 de diciembre de 1923 y pertenece a Rampla Juniors Fútbol Club.
El estadio posee una capacidad para 6190 espectadores sentados. Dos de sus lados laterales no poseen tribunas, ya que directamente hay un muro que limita el terreno de juego con el Río de la Plata, transformándolo en un estadio particularmente pintoresco (muchas veces los balones terminan en el río).
Esa particular vista, le ha valido para ser considerado en el séptimo lugar de los estadios imperdibles de América del Sur, de acuerdo con el sitio brasileño Impedimento.org. El portal, que elaboró el listado en 2014, expresó que «destaca por su vista a la Bahía de Montevideo, en una postal folclórica del fútbol uruguayo». El estadio Olímpico figura como el segundo estadio imperdible de Uruguay, únicamente por detrás del estadio Gran Parque Central.
Rampla Juniors lo utiliza para sus partidos en la Segunda División Uruguaya.

## Historia

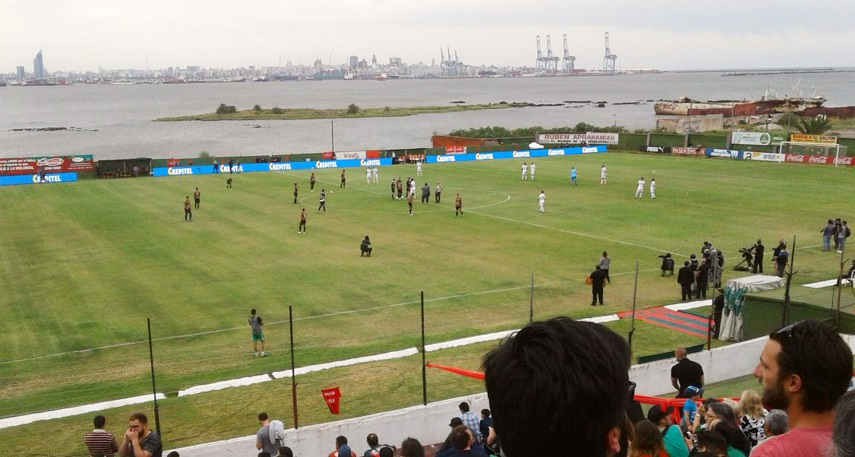
Foto del estadio, lugar donde Rampla Juniors oficia de local. Junto a este, se encuentra el Río de la Plata.

El primer nombre del estadio fue Parque Nelson en homenaje al almirante inglés. El primer partido oficial disputado allí fue el 30 de diciembre de 1923 ante el Charley. Tras una serie de reformas, el estadio fue reinaugurado el 6 de agosto de 1966, con un partido entre Rampla y Peñarol. El 24 de abril de 1980 se inaugura con su actual denominación, realizada en reconocimiento al capitán griego Tsakos, socio honorario de Rampla, quien sugirió el nombre del legendario monte de Grecia.
El 29 de noviembre de 2019, la Asamblea de Socios del club decidió renombrar al estadio, como "Estadio Olímpico Pedro Arispe", en honor al histórico zaguero capitán del equipo en las décadas de 1920 y 1930. Además "el Indio" Arispe fue capitán de la selección uruguaya en las históricas conquistas de los Juegos Olímpicos de París en 1924 y Ámsterdam en 1928. Con Rampla Juniors, obtuvo el campeonato uruguayo de 1927, recordado por ser el más largo de la historia.

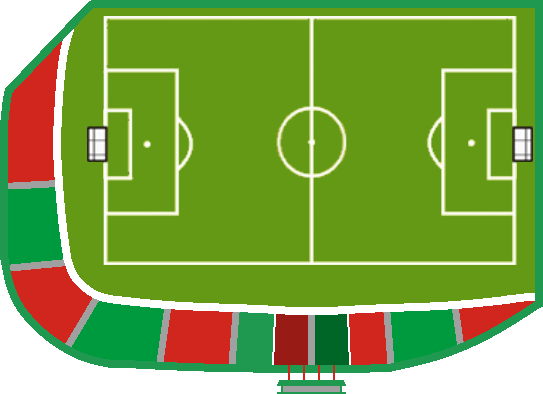
Imagen de la particular forma del estadio.

Ha habido iniciativas para poder construir una tercera tribuna, detrás del otro arco, dejando únicamente sin aforo el sector lateral que limita con el Río de la Plata, pero dichas propuestas no han prosperado.[cita requerida] No obstante, no está proyectada la construcción de todas las tribunas, debido al dicho popular de que la cuarta tribuna del estadio es el propio Río de la Plata.

## Reconocimientos

### Estadios más antiguos de Uruguay
El estadio Olímpico Pedro Arispe es el cuarto estadio más antiguo, dentro de la lista de escenarios vigentes del país, construidos para la práctica del fútbol.
| N.º | Estadio                      | Ubicación  | Inauguración            | Propietario                        |
| --- | ---------------------------- | ---------- | ----------------------- | ---------------------------------- |
| 1°  | Gran Parque Central          | Montevideo | 25 de mayo de 1900      | Club Nacional de Football          |
| 2°  | Belvedere                    | Montevideo | 4 de julio de 1909      | Liverpool Fútbol Club              |
| 3°  | José Pedro Damiani           | Montevideo | 19 de abril de 1916     | Club Atlético Peñarol              |
| 4°  | Olímpico Pedro Arispe        | Montevideo | 30 de diciembre de 1923 | Rampla Juniors Fútbol Club         |
| 5°  | Abraham Paladino             | Montevideo | 1926                    | Administración Nacional de Puertos |
| 6°  | Atilio Paiva Olivera         | Rivera     | 1927                    | Intendencia de Rivera              |
| 6°  | Campeones Olímpicos          | Florida    | 1927                    | Intendencia de Florida             |
| 8°  | Parque Federico Omar Saroldi | Montevideo | 2 de noviembre de 1928  | Club Atlético River Plate          |
| 9°  | Centenario                   | Montevideo | 18 de enero de 1930     | Intendencia de Montevideo          |
| 10° | José Nasazzi                 | Montevideo | 1931                    | Club Atlético Bella Vista          |